# Joelho (salgado)

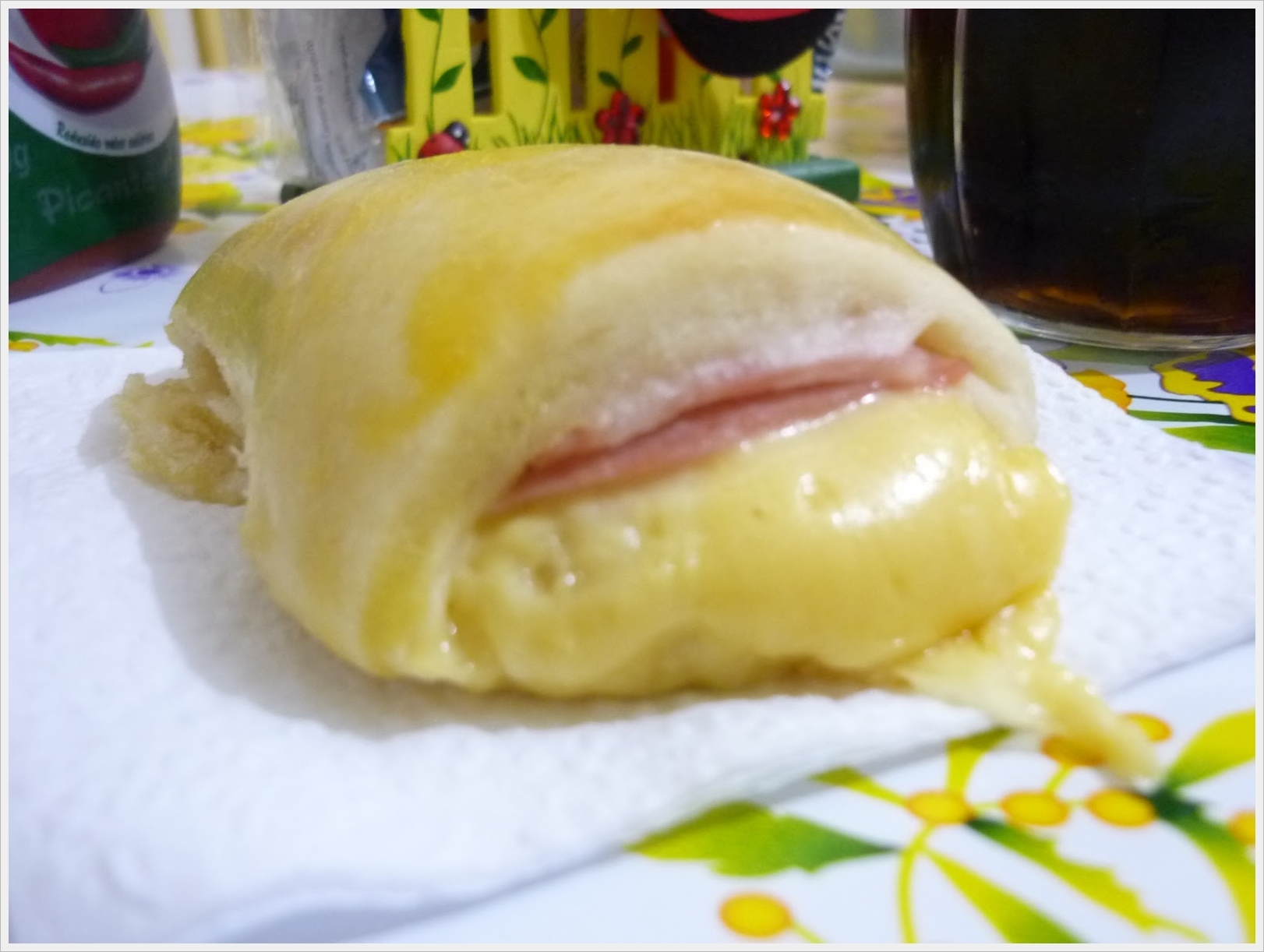
Joelho ou italiano

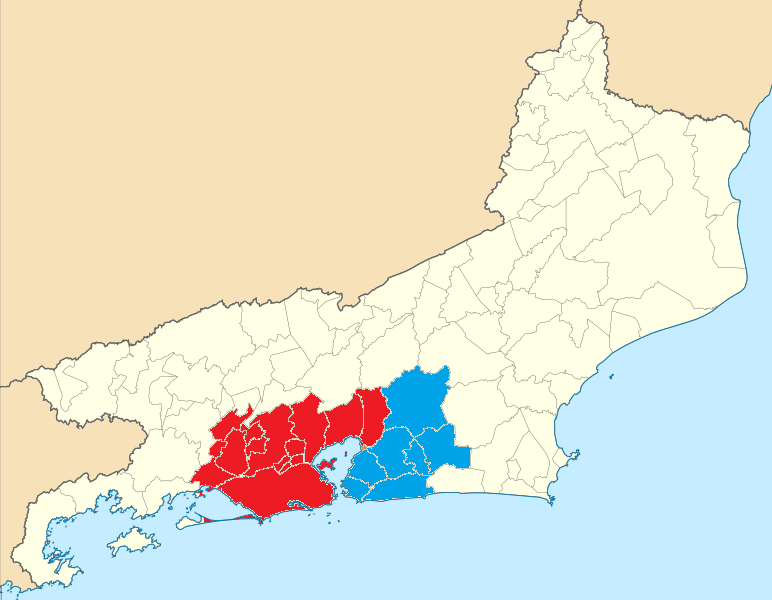
Mapa da área da metrópole do Rio destacando a região onde o salgado de presunto e queijo é conhecido como "joelho" (em vermelho) e a região onde ele é chamado de "italiano" (em azul).

A iguaria popularmente conhecida como joelho é um dos salgados mais tradicionais de Angola e do Brasil.
Produzido com massa de pão recheada com presunto e queijo, é vendido em praticamente todas as padarias, pequenas lanchonetes, quiosques e em por vendedores de rua no Brasil e em Angola.

## Nomes
É principalmente conhecido como "joelho" (na cidade do Rio de Janeiro e na Baixada Fluminense), ou "italiano" (em Niterói e no restante do Leste Metropolitano). O fato de, mesmo dentro da Região Metropolitana do Rio de Janeiro, onde é falada a mesma variedade liguística, esse lanche possuir dois nomes distintos, próprios de duas regiões específicas, gera uma disputa, normalmente bem humorada, entre as populações das partes oeste e leste da metrópole carioca sobre qual seria o nome "correto" do salgado. O nome "joelho" teria sido inventado como uma piada: Esses salgados de presunto e queijo teriam passado a se chamar assim porque, supostamente, ficavam abaixo das coxinhas (logo, joelhos) nas vitrines das lanchonetes e padarias. Já o nome "italiano" teria tido sua origem simplesmente na semelhança que há entre esse salgado e a pizza, por ingredientes em comum, como a massa, o queijo, o presunto, além de outros que, às vezes, são adicionados ao italiano.
Em outros locais do Brasil - no interior fluminense e em outros estados -, o salgado geralmente é conhecido por outros nomes, como "nata" (em Petrópolis, Teresópolis e outros municípios localizados na Serra Fluminense), "enroladinho" (em várias partes do Brasil, como, por exemplo, no sul da Bahia), "bauru" - se com tomate - (especialmente em São Paulo), "americano", "pão pizza", "jacaré" e "misto" (particularmente em Angola).